# Município de Wellington (condado de Lorain, Ohio)
O município de Wellington (em inglês: Wellington Township) é um município localizado no condado de Lorain no estado estadounidense de Ohio. No ano de 2010 tinha uma população de 6.222 habitantes e uma densidade populacional de 106,59 pessoas por km².

## Geografia
O município de Wellington encontra-se localizado nas coordenadas 41° 10′ 10″ N, 82° 13′ 07″ O. Segundo o Departamento do Censo dos Estados Unidos, o município tem uma superfície total de 58.37 km², da qual 57.35 km² correspondem a terra firme e (1.76%) 1.03 km² é água.

## Demografia
Segundo o censo de 2010, tinha 6.222 habitantes residindo no município de Wellington. A densidade populacional era de 106,59 hab./km². Dos 6.222 habitantes, o município de Wellington estava composto pelo 96.11% brancos, o 1.11% eram afroamericanos, o 0.23% eram amerindios, o 0.43% eram asiáticos, o 0.05% eram insulares do Pacífico, o 0.48% eram de outras raças e o 1.59% pertenciam a duas ou mais raças. Do total da população o 1.78% eram hispanos ou latinos de qualquer raça.